# Лори Митчелл
Ло́ри Ми́тчелл (англ. Laurie Mitchell; 14 июля 1928, Нью-Йорк, Нью-Йорк — 20 сентября 2018, Перрис, Калифорния) — американская актриса кино и телевидения.

## Биография
Микки Корен (настоящее имя актрисы) родилась 14 июля 1928 года в Бронксе (Нью-Йорк, США). Отца звали Сэмюэль, мать — Адель Корен (до брака — Милман), еврейка из России, была сестра. С детства начала карьеру модели. В 1940-х годах с семьёй переехала на другой конец страны, в Лос-Анджелес, где девушка оставила модельное ремесло и решила стать киноактрисой, для чего поступила в «Театр Бена Барда». В итоге, с 1954 года она начала сниматься, как в кинофильмах, так и в телесериалах. Всего за 17 лет кинокарьеры (1954—1971) Лори Митчелл (такой сценический псевдоним она взяла) появилась в более чем 80 кинофильмах и телесериалах (преимущественно работала для телевидения).
Лори Митчелл скончалась 20 сентября 2018 года в городе Перрис (штат Калифорния) от естественных причин. Похоронена на кладбище «Гора Синай» в Лос-Анджелесе.

### Личная жизнь
Лори Митчелл была замужем дважды:
1. Лоренс Сегал (Ларри Уайт), иллюзионист[3]. Брак заключён 24 декабря 1949 года, в июле 1976 года последовал развод. От брака остались двое детей: дочь Нэнси Нортон (род. 1957) и сын Стив Уайт[3].
2. Рональд Реймонд Робертс. Брак заключён 26 февраля 1978 года и продолжался более 40 лет до самой смерти актрисы 20 сентября 2018 года. Детей от брака не было, но женщина воспитывала двоих пасынков.

## Избранная фильмография

### Широкий экран
В титрах указана
- 1956 — Девушки в тюрьме[англ.] / Girls in Prison — Филлис «Высокая блондинка»
- 1958 — Нападение людей-кукол / Attack of the Puppet People — Джорджия Лейн
- 1958 — Королева космоса / Queen of Outer Space — королева Венеры Иллана
- 1958 — Ракета на Луну / Missile to the Moon — Лямбда
- 1962 — Этот мех норки[англ.] / That Touch of Mink — шоугёл[англ.]

В титрах не указана
- 1954 — 20 000 лье под водой / 20,000 Leagues Under the Sea — одна из девушек Неда Лэнда
- 1955 — Женская тюрьма[англ.] / Women's Prison — заключённая
- 1956 — Годы Сыромятной плети[англ.] / The Rawhide Years — девушка в салуне
- 1957 — Текстильные джунгли / The Garment Jungle — модель
- 1958 — Самка / The Female Animal — маникюрша
- 1959 — В джазе только девушки / Some Like It Hot — Мэри Лу
- 1960 — ? / Hell Bent for Leather — девушка
- 1963 — Новый вид любви[англ.] / A New Kind of Love — парижанка
- 1964 — Судьба-охотник[англ.] / Fate Is the Hunter — хозяйка бара

### Телевидение
- 1954 — Театр Форда[англ.] / Ford Theatre — разные роли (в 2 эпизодах)
- 1954 — Театр General Electric[англ.] / General Electric Theater — Стелла (в эпизоде The Face Is Familiar)
- 1954 — Я живу тремя жизнями[англ.] / I Led 3 Lives — Филлис Бриттон (в эпизоде Rest Home)
- 1955 — Человек со значком[англ.] / The Man Behind the Badge — Бетти (в эпизоде The Case of the Guardian Angel)
- 1955, 1959 — Миллионер[англ.] / The Millionaire — разные роли (в 2 эпизодах)
- 1956 — Театр «Четыре звезды»[англ.] / Four Star Playhouse — Элис (в эпизоде A Long Way from Texas)[6]
- 1957 — Приключения Супермена[англ.] / Adventures of Superman — Руби (в эпизоде The Man Who Made Dreams Come True[англ.])
- 1957 — Видео-театр «Люкс»[англ.] / Lux Video Theatre — Бетти (в эпизоде Stand-In for Murder)
- 1957 — Кольт 45-го калибра[англ.] / Colt .45 — Адель (в эпизоде The $3,000 Dollar Bullet)
- 1957 — Полицейский штата[англ.] / State Trooper — Ферн Баллард (в эпизоде The Sound of Death)
- 1957, 1964 — Дни в Долине Смерти / Death Valley Days — разные роли (в 3 эпизодах)
- 1958 — Театр Alcoa[англ.] / Alcoa Theatre — Милли (в эпизоде Decoy Duck)[6]
- 1958 — Вертолёты[англ.] / Whirlybirds — Бетти (в эпизоде Hideout)
- 1958—1959 — Ричард Даймонд, частный детектив[англ.] / Richard Diamond, Private Detective — разные роли (в 2 эпизодах)
- 1959 — Сансет-стрип, 77[англ.] / 77 Sunset Strip — Лола (в эпизоде The Grandma Caper[англ.])
- 1959 — 26 мужчин[англ.] / 26 Men — Эдди Харди (в эпизоде Live and Let Die)
- 1959 — Разыскивается живым или мёртвым[англ.] / Wanted Dead or Alive — Белль Колтер (в эпизоде Chain Gang)
- 1959 — Отряд М[англ.] / M Squad — разные роли (в 2 эпизодах)
- 1960 — Помощник шерифа[англ.] / The Deputy — Лорри (в эпизоде The Border Between)
- 1960 — Ритм Бурбон-стрит[англ.] / Bourbon Street Beat — Лайла Рирдон (в эпизоде Twice Betrayed)
- 1960, 1962 — Сёрфсайд 6[англ.] / Surfside 6 — разные роли (в 2 эпизодах)
- 1960, 1964 — Бонанза / Bonanza — разные роли (в 2 эпизодах[англ.])
- 1960, 1964 — Караван повозок[англ.] / Wagon Train — разные роли (в 3 эпизодах[англ.])
- 1961 — Гавайский детектив[англ.] / Hawaiian Eye — Пичес Мельба (в эпизоде A Touch of Velvet)
- 1961 — Перри Мейсон / Perry Mason — Мэдж Элвуд (в эпизоде The Case of the Waylaid Wolf)
- 1961 — Мэверик / Maverick — Эллен (в эпизоде Triple Indemnity[англ.])
- 1961 — Сыромятная плеть / Rawhide — Розетта (в эпизоде The Prairie Elephant[англ.])
- 1962 — Бронко[англ.] / Bronco — Бесс (в эпизоде Moment of Doubt)
- 1964 — Гомер Куча, морпех[англ.] / Gomer Pyle: USMC — Бернайс (в эпизоде Sergeant Carter, Marine Baby Sitter[англ.])
- 1964 — Маленький бродяга / The Littlest Hobo — Тони (в эпизоде High Society)
- 1965 — Альфред Хичкок представляет / Alfred Hitchcock Presents — Пинки (в эпизоде Night Fever[англ.])
- 1965 — Семейка Аддамс / The Addams Family — Глэдис (в эпизоде Lurch, the Teenage Idol)
- 1965 — Три моих сына[англ.] / My Three Sons — праздничная девушка (в эпизоде Robbie and the Chorus Girl)
- 1966 — Ларедо[англ.] / Laredo — официантка (в эпизоде Above the Law)
- 1966—1969 — Вирджинец[англ.] / The Virginian — разные роли (в 5 эпизодах[англ.])[7]
- 1967 — Айронсайд[англ.] / Ironside — Кэрол Филлипс (в эпизоде Girl in the Night[англ.])
- 1968 — Герои Хогана[англ.] / Hogan's Heroes — Хани Хорнбург (в эпизоде Will the Blue Baron Strike Again?[англ.])[6]
- 1971 — Смелые: Новые доктора[англ.] / The Bold Ones: The New Doctors — Лайта Ресник (в эпизоде An Absence of Loneliness[англ.])